# 垂井の泉
垂井の泉（たるいのいずみ）は、岐阜県不破郡垂井町にある県指定の天然記念物である大ケヤキの根本から湧き出している泉。岐阜県の名水50選に選ばれている。「垂井」の地名の由来となった泉である。

## 概要
『続日本紀』天平12年（740年）12月条に見られる、聖武天皇が美濃行幸中に立ち寄った「曳常泉」はこの場所とされており古来から由緒ある泉として近隣の住民から親しまれるだけでなく、歌枕（たる井の水）としても知られ、天下の名泉として多くの人に親しまれてきた。7月第1土曜日は泉まつりが開催される。

## 主な詩歌
- 「昔見し たる井の水は かはらねど うつれる影ぞ 年をへにける」 - 藤原隆経 /『詞花集』
- 「我が袖の しづくにいかが くらべ見む まれにたる井の 水のすくなさ」 ‐ 参議為相卿 / 『夫木集』
- 「里人も くみてしらずや けふ爰に たる井の水の 深き恵みを」‐ 飛鳥井雅世 / 『富士紀行』
- 「むかし見し かげをしるべに またやわれ 思ふ垂井の 水をむすばむ」 ‐ 堯孝法師 / 『覧富士紀』
- 「あさはかに 心なかけそ 玉簾 たる井の水に 袖も濡れなむ」‐ 一条兼良 / 『藤川記』
- 「小夜風の つもる木の葉の 下くぐる 水のたる井の うす氷かな」‐ 真光院尊海 / 『あづまの道の記』
- 「葱白く 洗いあげたる 寒さかな」‐ 松尾芭蕉

## 垂井の大ケヤキ
垂井の木として多くの人に親しまれ、また県の天然記念物にも指定されている「垂井の大ケヤキ」は泉のほとりの傾斜地にあった。幹周り8.2 m、樹高20 m、樹齢約800年と県下でも稀なケヤキの巨樹であった。樹勢の衰えがみられるようになったため、1980年代後半より保存修理が実施されてきた。また、2014年（平成26年）より岐阜県文化財審議会による保存整備の指導が始まったが、2015年（平成27年）9月11日午前2時頃「垂井の大ケヤキ」は根の一部を残した状態で垂井の泉に覆い被さるようにして倒れた。原因は直前に通過した台風18号の影響で地盤が緩んだためだとされる。現在、倒れた大ケヤキは根元部分の一部を防腐等の加工をした上で、タルイピアセンターで展示している。

## アクセス
- JR東海道本線 垂井駅北口より西へ約500メートル、徒歩で約7分。

## 付近の史跡
- 垂井宿
- 南宮大社：石鳥居（国の重要文化財）
- 垂井城跡